# Grêmio FBPA
Grêmio Foot-Ball Porto Alegrense (wym. [ˈɡɾemju futʃiˈbɔw ˌpoɾtw ɐleˈɡɾẽsi]) – brazylijski klub piłkarski z siedzibą w mieście Porto Alegre, stolicy stanu Rio Grande do Sul. Występuje w rozgrywkach Campeonato Brasileiro Série A oraz Campeonato Gaúcho. Domowe mecze rozgrywa na obiekcie Arena do Grêmio.

## Historia
Klub został założony przez miejscowego przedsiębiorcę Cândido Diasa po tym, jak zobaczył pokazowy mecz piłki nożnej. Członkami klubu byli w większości niemieccy imigranci. Pierwszym prezesem został Carlos Luiz Bohrer. Wśród założycieli klubu był João Stelczyk, Polak z pochodzenia. W tym samym czasie inni niemieccy imigranci założyli Fussball Club Porto Alegre i zaczęła się rywalizacja. W 1904 r. Gremio pokonało swojego rywala 1-0 i tak Gremio podbiło serca kibiców. W tym czasie obowiązywały obostrzenie jeśli chodzi o kolor skóry piłkarzy. Pierwsi czarnoskórzy gracze zagrali dla klubu dopiero w latach pięćdziesiątych. Pierwszy sukces nadszedł w 1981, kiedy klub zdobył mistrzostwo. Dwa lata później klub zdobył Copa Libertadores i Puchar Interkontynentalny. W 1991 klub został zdegradowany do drugiej ligi, ale w 1993 wrócił ponownie do pierwszej. To samo miało miejsce w 2004 r., ale po roku zespół ponownie wrócił do pierwszej ligi. W 2021 roku zajął 18. miejsce w tabeli i spadł do drugiej ligi.

## Sukcesy
- Mistrzostwo Brazylii: 1981, 1996
- Puchar Brazylii: 1989, 1994, 1997, 2001, 2016
- Superpuchar Brazylii: 1990
- South Brazylli Cup: 1962, 1999
- Copa Libertadores: 1983, 1995, 2017
- Recopa Sudamericana: 1996, 2018
- Sanwa Bank Cup: 1995
- Puchar Interkontynentalny: 1983
- Mistrzostwa Stanu Rio Grande do Sul (40): 1921, 1922, 1926, 1931, 1932, 1946, 1949, 1956, 1957, 1958, 1959, 1960, 1962, 1963, 1964, 1965, 1966, 1967, 1968, 1977, 1979, 1980, 1985, 1986, 1987, 1988, 1989, 1990, 1993, 1995, 1996, 1999, 2001, 2006, 2007, 2010, 2018, 2019 2020, 2021

## Aktualny skład
Stan na 26 czerwca 2025.
| Nr | Poz. | Piłkarz                    |
| -- | ---- | -------------------------- |
| 1  | BR   | Tiago Volpi                |
| 2  | OB   | João Lucas                 |
| 3  | OB   | Wagner Leonardo            |
| 4  | OB   | Walter Kannemann (kapitan) |
| 5  | OB   | Rodrigo Ely                |
| 6  | PO   | Gustavo Cuéllar            |
| 7  | NA   | Cristian Pavon             |
| 9  | NA   | Francis Amuzu              |
| 10 | PO   | Franco Cristaldo           |
| 11 | NA   | Miguel Monsalve            |
| 12 | BR   | Gabriel Grando             |
| 14 | PO   | Nathan                     |
| 15 | PO   | Camilo                     |
| 16 | NA   | Alexander Aravena          |
| 17 | PO   | Dodi                       |
| 18 | OB   | João Pedro                 |

| Nr | Poz. | Piłkarz            |
| -- | ---- | ------------------ |
| 19 | NA   | Matías Arezo       |
| 20 | PO   | Mathías Villasanti |
| 21 | OB   | Jemerson           |
| 22 | NA   | Martin Braithwaite |
| 23 | OB   | Marlon             |
| 24 | BR   | Thiago Beltrame    |
| 25 | OB   | Lucas Esteves      |
| 31 | BR   | Jorge              |
| 34 | OB   | Igor Serrote       |
| 35 | PO   | Ronald             |
| 44 | PO   | Viery              |
| 47 | NA   | Alysson            |
| 53 | OB   | Gustavo Martins    |
| 77 | NA   | André Henrique     |
| 80 | PO   | Alex Santana       |
| 99 | NA   | Cristian Olivera   |